# Astyanax nasutus
Astyanax nasutus es una especie de pez de la familia Characidae en el orden de los Characiformes.

## Morfología
Los machos pueden llegar alcanzar los 10 cm de longitud total.

## Alimentación
Come principalmente  diatomeas, semillas y otras materias vegetales.

## Hábitat
Vive en zonas de clima tropical entre 24 °C-28 °C de temperatura.

## Distribución geográfica
Se encuentran en Centroamérica: lago de Managua.